# HD 47432
HD 47432，又名BD+01 1443，SAO 114191、HR 2442，是一颗恒星，视星等为6.21，位于銀經210.03，銀緯-2.11，其B1900.0坐标为赤經6h 33m 27s，赤緯+1° -2.11′ 3″。